# Goražde
Goražde (srbskou cyrilicí Горажде) je město v Bosně a Hercegovině, na břehu řeky Driny. Leží ve Federaci Bosny a Hercegoviny, tedy muslimsko-chorvatské části země. Ve městě žije přibližně 13 tisíc obyvatel.

## Poloha
Město leží v nadmořské výšce asi 345 metrů na horním toku řeky Driny, která se zde na krátkou vzdálenost odklání toku severním směrem a teče k severovýchodu. Goražde je obklopeno zalesněným hornatým terénem, jehož vrcholy se na úrovni území města zvedají do výšky 960 metrů (Sjenokos). Hora Ostro na úpatí Jahoriny, která se nachází západněji, dosahuje nadmořské výšky 1016 metrů. 75 % území města tvoří hory a lesy, kopec Mišjak je nejblíže historickému jádru Goražde.

## Etymologie
Název města je odvozen od slovanského jména Gorazd a je tedy obdobný, jako v případě města Horažďovice v jižních Čechách, nebo obce Górażdże v jižním Polsku.

## Historie

### Středověk
První zmínka o městě je z roku 1379, roku 1444 se zde nacházela pevnost. Od roku 1415 pak bylo známé jako obchodní křižovatka, přicházeli sem hlavně obchodníci z Dubrovníku. O dalších padesát let později, v roce 1465 se jej zmocnila Osmanská říše, která se tehdy po Balkánském poloostrově po pádu Konstantinopole rychle rozšiřovala. 
Za turecké vlády tu vznikl Karavansaraj, a hlavně kamenný most přes řeku Drinu. Město se rozvíjelo na levém břehu řeky Driny, při ústí tzv. Podhranjenského potoka. Byly také postaveny dvě mešity. Město bylo tehdy administrativně součástí Hercegovinského sandžaku a sídlo náchie. V letech 1519–1523 byla u místního kostela sv. Jiří v provozu jedna z prvních tiskáren na Balkáně.

### Novověk

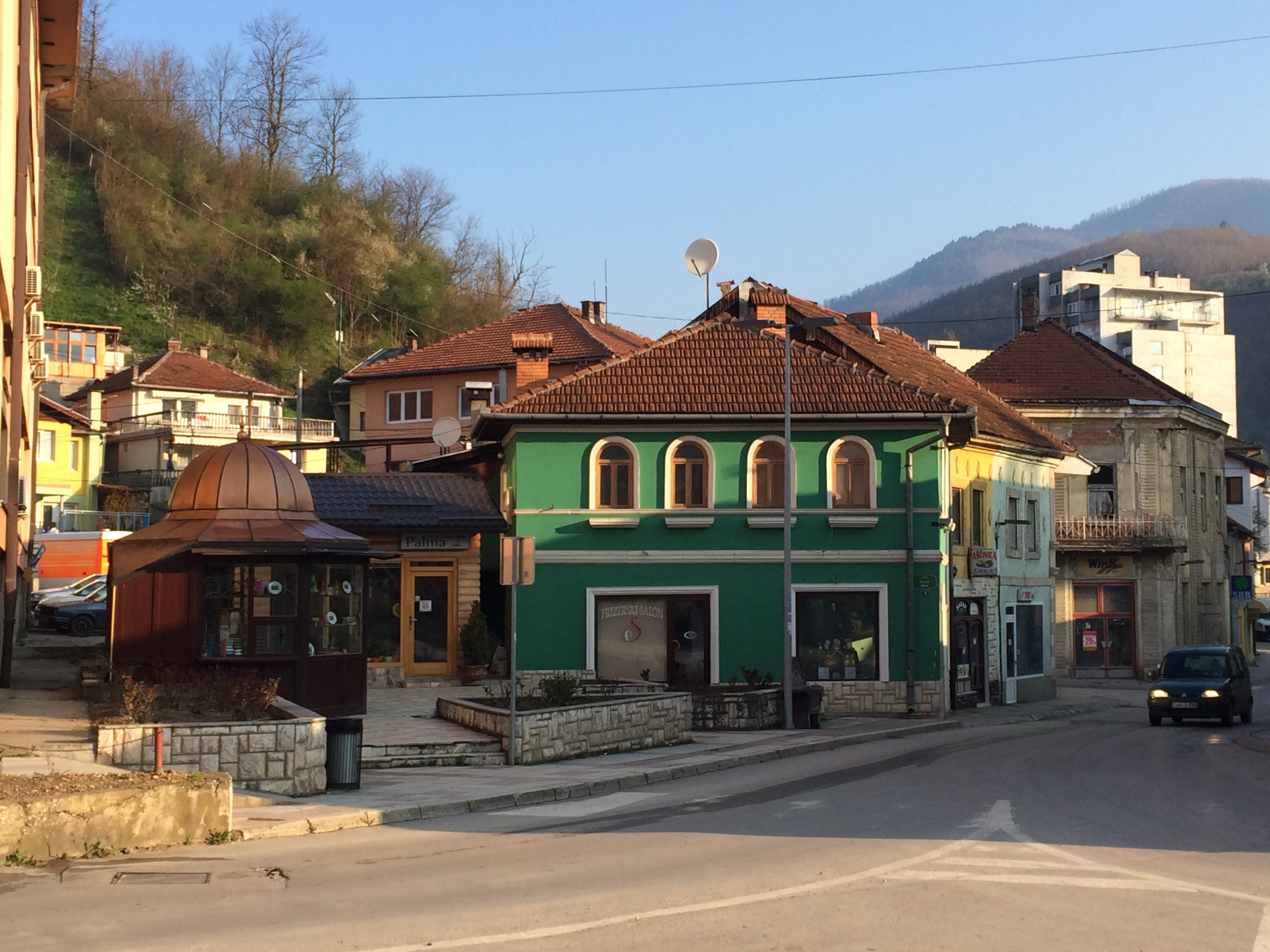
Střed města.

Poté, co se města, které tehdy spadalo pod sandžak Hercegovina zmocnilo Rakousko-Uhersko, získalo na významu, protože nově leželo u Osmanské hranice. Rakousko-Uhersko uskutečnilo modernizaci města; byly vybudovány nové silnice, škola, vznikla nová řemesla a první průmyslové podniky. V roce 1886 byla otevřena v Goražde první moderní kasárna, která v současnosti slouží jako základní škola.
V 1. světové válce bylo důležitým bodem v boji rakousko-uherské armády proti Srbsku, spojenci Dohody. Hned na začátku války, dne 15. září 1914 jej nicméně na krátkou dobu obsadila černohorská armáda.
V meziválečném období bylo součástí z administrativního hlediska čajničského srezu a později Drinské bánoviny.
Za druhé světové války, v roce 1941, bylo obsazeno nacistickým Německem a později Itálií. Podle dohody obou zemí se totiž město nacházelo v italském okupačním sektoru. V roce 1941 bylo místem střetů mezi četniky a komunistickými partyzány, kteří byli v oblasti východní Bosny velmi aktivní. V roce 1941 zde byly zastřeleny řeholní sestry z katolického kláštera srbskými ozbrojenci. 27. ledna 1942 se města zmocnili jugoslávští partyzáni, avšak několikrát do konce války ho ztratili. Pobýval zde i jejich velitel a budoucí prezident Jugoslávie, maršál Josip Broz Tito. Definitivní osvobození přišlo až v březnu 1945.
V období několika desítek let existence socialistické Jugoslávie bylo na druhém břehu řeky Driny (pravém) postaveno nové sídliště v lokalitě, která byla dříve známá jako tzv. Vranska mahala. Přestavěn a rozšířen byl i zbytek města; severně od centra vzniklo nové sídliště s názvem Kolonija a typizované bloky si našly cestu i na břeh řeky Driny. Postaveny zde byly i závody (např. Unis Ginex) na výrobu trhavin. Pro potřeby průmyslu byly zřízeny i střední školy, první v roce 1948 a druhá, čistě technická, roku 1961. Vzhledem k omezeným komunikacím z Goražde do dalších měst (v minulosti sem vedla pouze odbočka z úzkorozchodné trati) nedošlo k podstatnější industrializaci města. I tak menší závody přilákaly okolní sedláky do města a to zaznamenávalo jistý růst. V roce 1961 tak mělo Goražde 8812 obyvatel.
Během války v Jugoslávii v letech 1992–1995 bylo Goražde enklávou bosenských Muslimů, obklíčenou Srby. Místní obyvatelstvo živořilo v obklíčeném městě bez základních potřeb a surovin. Město bylo označováno za „bezpečné“ jednotkami OSN, jako jednomu z mála se zde v regionu Podriní podařilo zabránit velkému krveprolití. Dnes patří pod Federaci Bosny a Hercegoviny, je vlastně jejím výběžkem spojeným s entitou koridorem. Bylo přislíbeno opravit silnici, která toto spojení umožňovala. Ten byl stanoven po podepsání Daytonské dohody, která v roce 1995 ukončila válku v Bosně a Hercegovině.
Oběti válek dnes připomíná památník, který je umístěn na vrcholu jednoho z kopců při staré silnici z Goražde do Sarajeva.
Od roku 2017 se v Goražde vyrábějí také zbraně.

## Obyvatelstvo

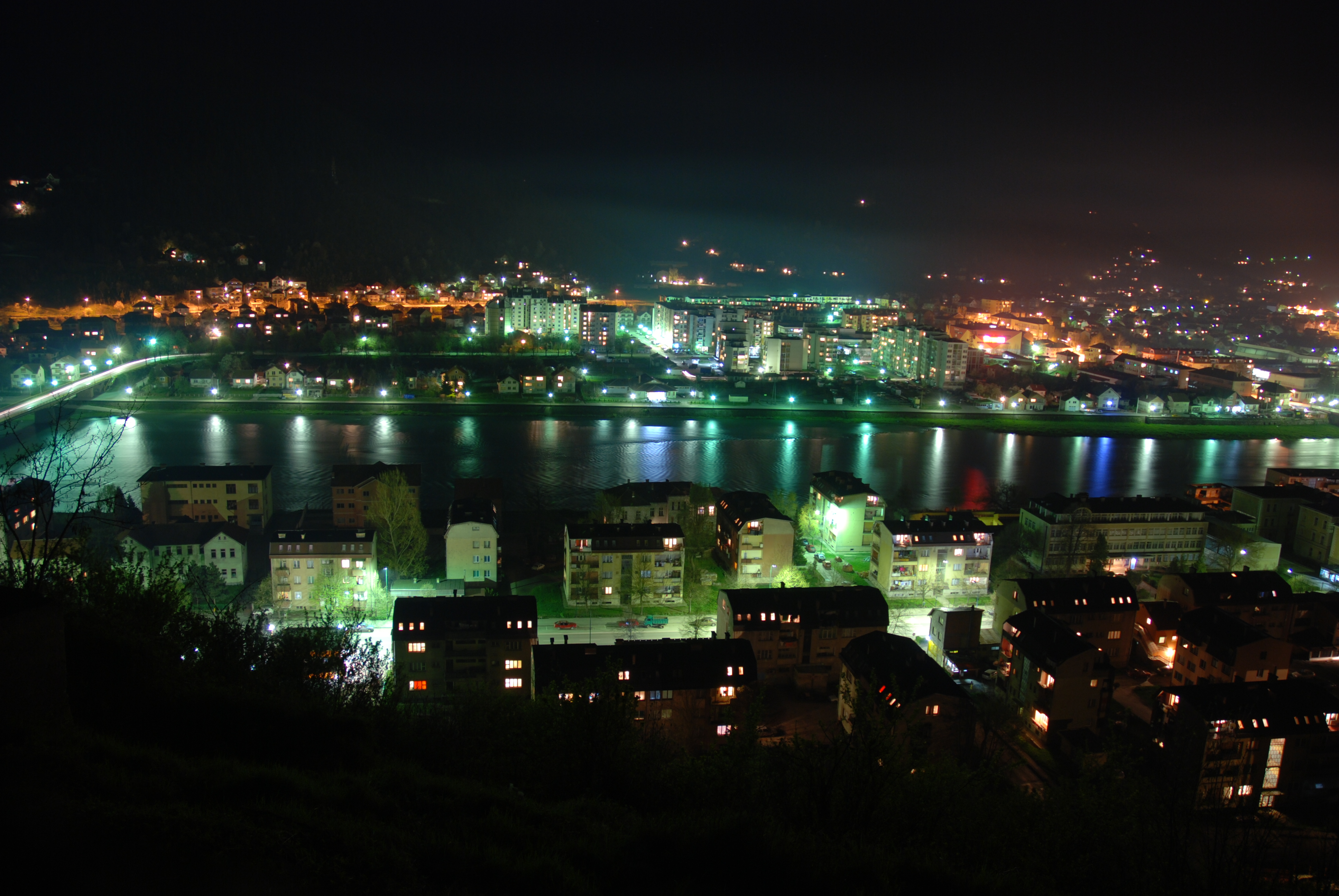
Goražde v noci

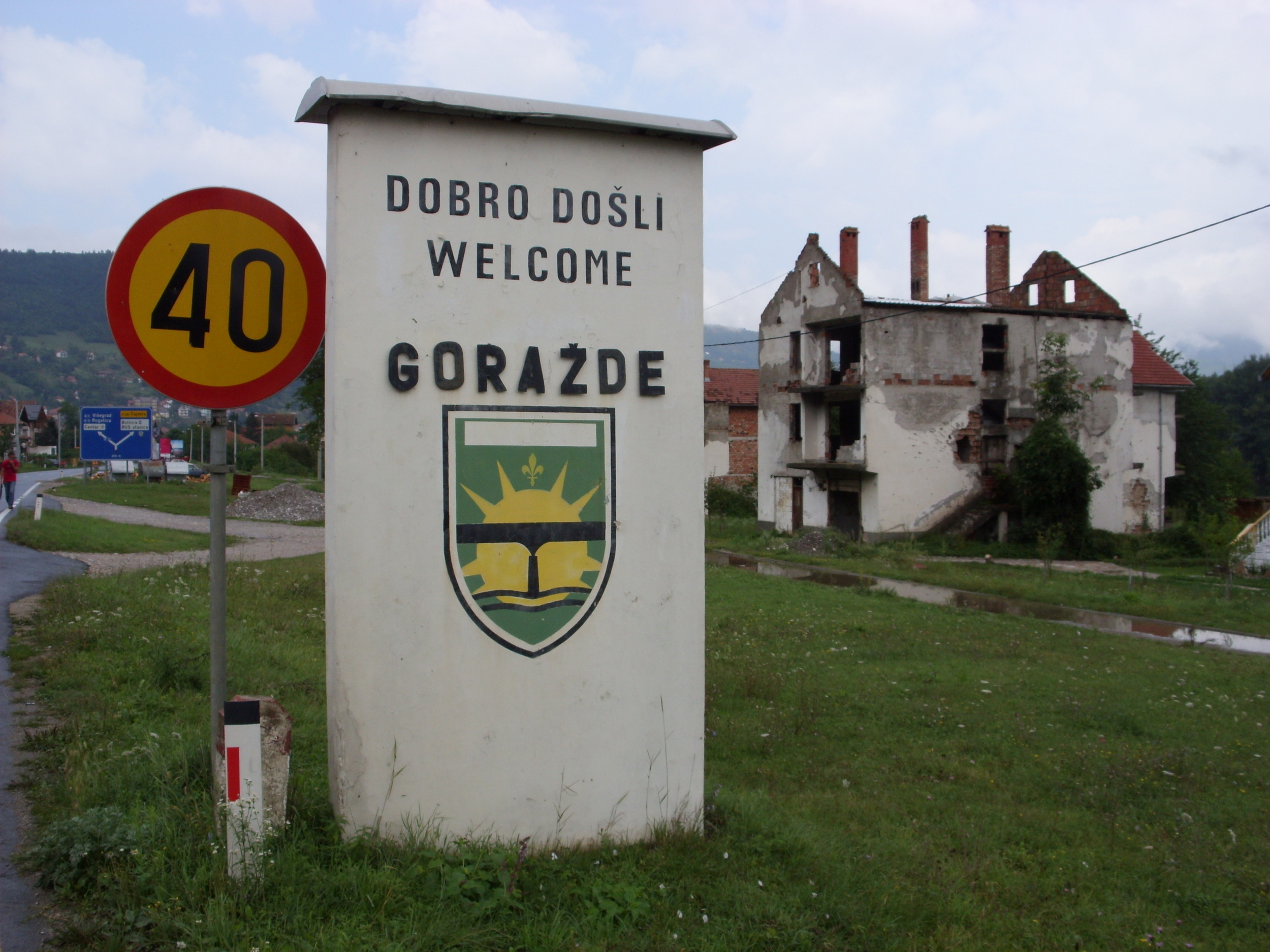
Hranice města

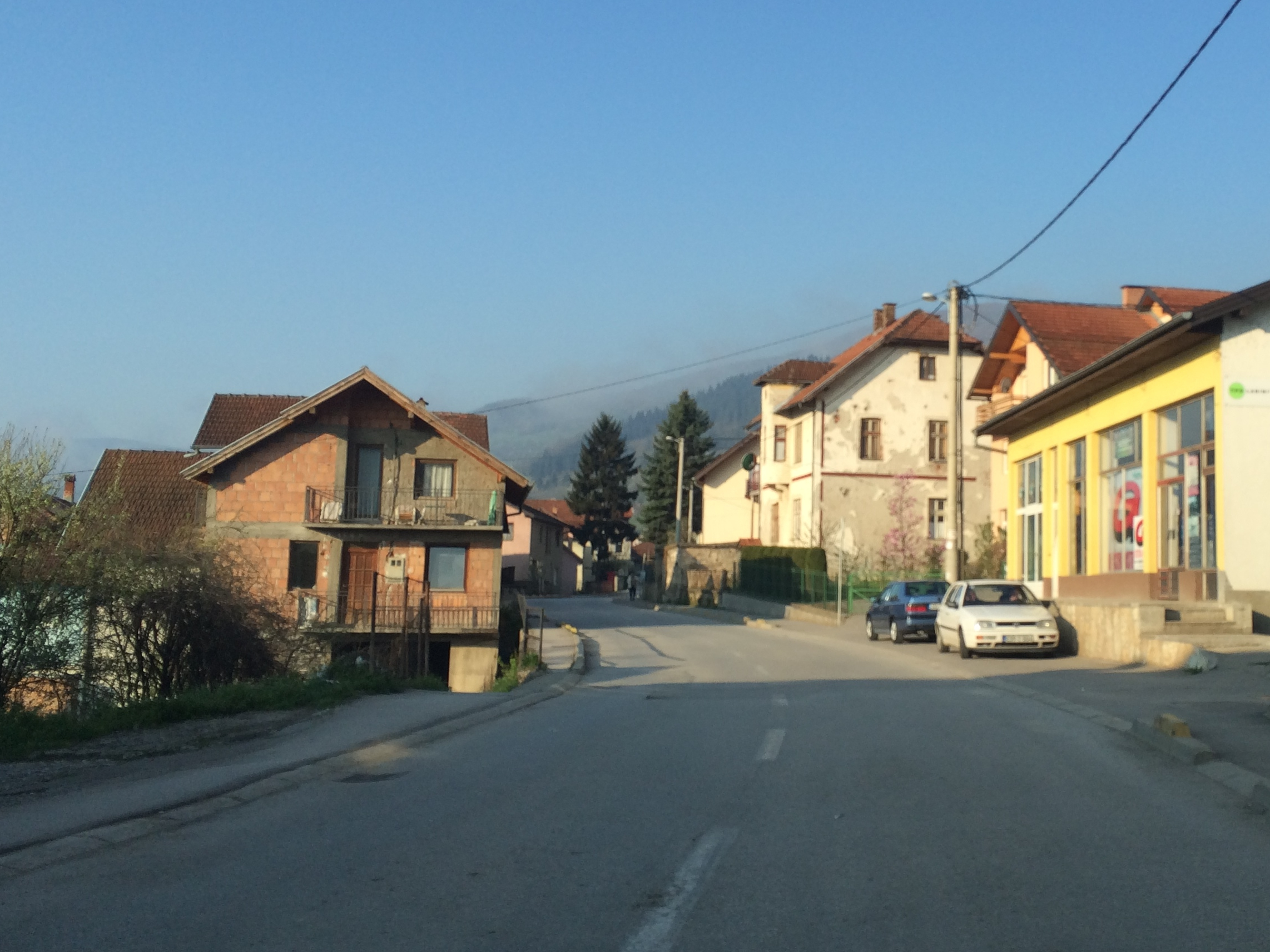
Ulice v Goražde

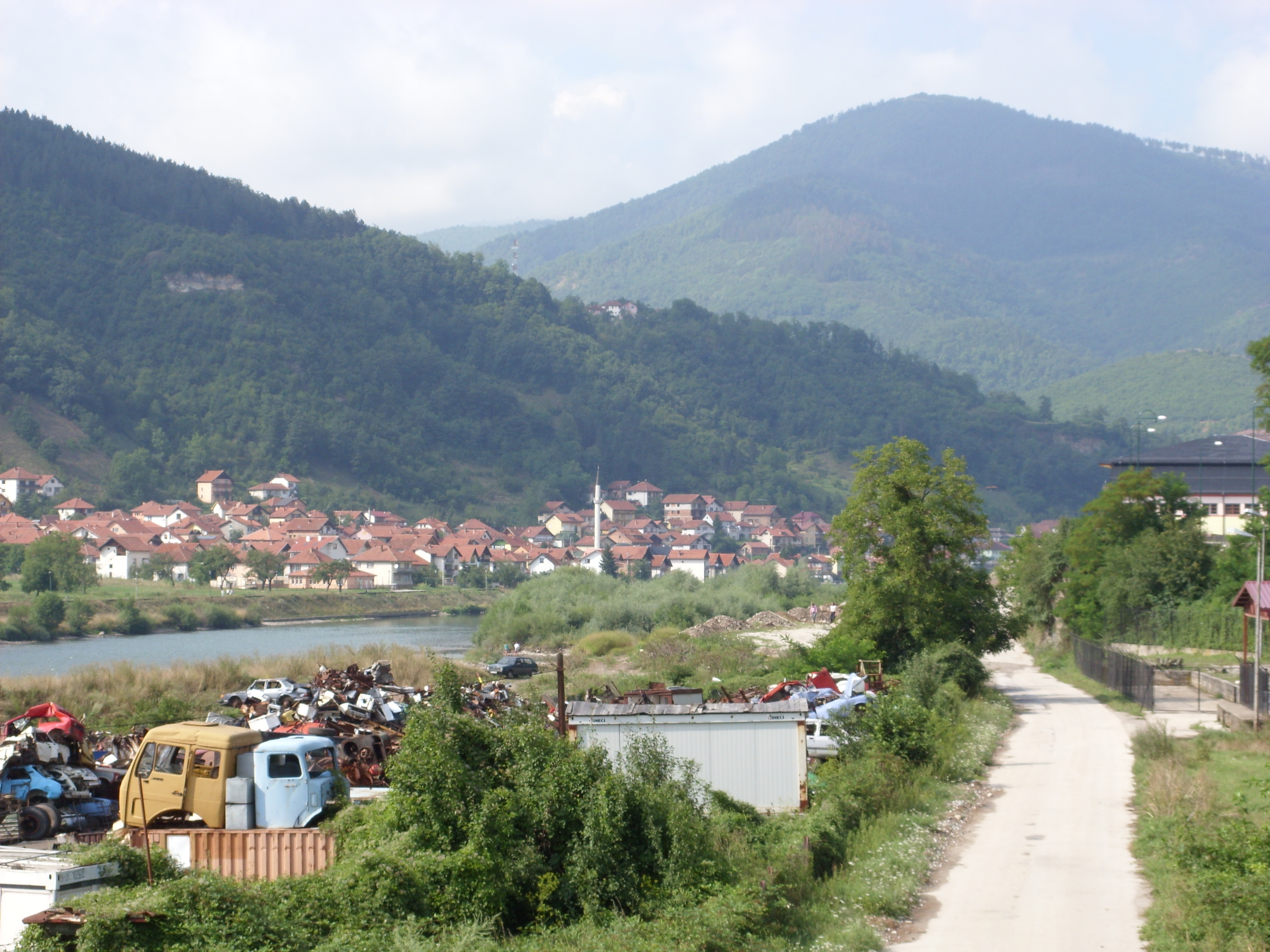
Břeh řeky Driny v Goražde

Ve městě Goražde, které zahrnuje kromě samotného sídla i řadu dalších vesnic, žije 91 % obyvatel bosensko-podrinského kantonu.
Obyvatelstvo města bylo v roce 2017 věkově rozděleno následujícím způsobem: 12 % bylo mladších 15 let, 69 % bylo ve věkové skupině 15 až 64 let a 19 % starší.
Etnické složení města je následující:
| Rok  | Srbové | %       | Bosňáci | %       | Chorvati | %      | Jugoslávci | %      | Ostatní | %      | Celkem |
| ---- | ------ | ------- | ------- | ------- | -------- | ------ | ---------- | ------ | ------- | ------ | ------ |
| 1961 | 9 569  | 30,57 % | 19 305  | 61,67 % | 314      | 1,00 % | 1 501      | 4,80 % | 614     | 1,96 % | 31 303 |
| 1971 | 9 293  | 26,79 % | 24 544  | 70,76 % | 179      | 0,51 % | 168        | 0,48 % | 501     | 1,46 % | 34 685 |
| 1981 | 9 107  | 24,66 % | 25 142  | 68,09 % | 99       | 0,27 % | 2 017      | 5,46 % | 559     | 1,51 % | 36 924 |
| 1991 | 9 844  | 26,25 % | 26 316  | 70,17 % | 83       | 0,22 % | 776        | 2,07 % | 486     | 1,30 % | 37 505 |
| 2013 | 707    | 3,38 %  | 19 692  | 94,23 % | 23       | 0,11 % | 0.00       | 0,00 % | 393     | 1,88 % | 20 897 |

## Ekonomika
Goražde se v druhé dekádě 21. století ekonomicky dokázalo vrátit na celobosenskou ekonomickou úroveň. Místní obyvatelstvo je zaměstnáno především v obchodu a průmyslu; zbrojní průmysl je zastoupen, stejně jako průmysl zpracovatelský nebo stavebních hmot. V Goražde sídlí společnost, která vyrábí elektronické senzory a již zmíněné zbrojní závody. V rámci města Goražde existuje celkem pět průmyslových zón.
V roce 2015 byla průměrná mzda v Goražde 738 konvertibilních marek.

## Kultura
Město Goražde provozuje kulturní centrum jako příspěvkovou organizaci, která disponuje prostory pro pořádání různých akcí. V rámci ní působí i folklorní spolek.
V Goražde se pravidelně každý rok pořádá tzv. Mezinárodní festival přátelství.

## Turistika
Mezi turistické aktivity, které Goražde nabízí, patří především plavba po řece Drině. Oblíbený je také rybolov a okolní kopce nabízejí možnosti např. pro lov zvěře.
Ve městě se nachází jeden velký hotel a několik menších ubytovacích zařízení. Od roku 2007 je propagována turistika i na okolním venkově.

## Doprava
Do města dříve vedla tzv. Bosenská východní dráha. Po jejím zrušení město ztratilo přístup k železniční trati. V údolí řeky vede silnice č. 22 ve směru Ustiprača–Goražde–Foča. Směrem k hlavnímu městu Bosny a Hercegoviny, Sarajevu, vede jen horská silnice s omezenou kapacitou. Výhledově má být cesta nahrazena moderní silnicí s tunelem, který by cestu zkrátil o několik desítek kilometrů.

## Sport
Ve městě sídlí fotbalový tým FK Goražde. Nachází se zde sportovní hala a dále také sportovní centrum 1. máje.

## Významní rodáci
- Admir Raščić, fotbalista
- János Vitéz, maďarský církevní představitel
- Isak Samokovlija, spisovatel
- Rade Jovanović, skladatel
- Miroslav Radović, fotbalista
- Anabela Atijas, zpěvačka
- Kasim Kamenica, hráč házené
- Džejla Ramović, zpěvák
- Husein Đozo, teolog

## Partnerská města
- Adapazarı, Turecko
- Delčevo, Severní Makedonie
- Gaziemir, Turecko
- Gera, Německo
- Güngören, Turecko
- Karatay, Turecko
- Keçiören, Turecko
- Maragheh, Írán
- Şahinbey, Turecko
- Staré město, Sarajevo, Bosna a Hercegovina